# Peter Eskilson
Peter (Per) Eskilson, född 28 september 1820 i Billeberga socken, Malmöhus län, död 29 januari 1872 på Bärmö gård vid Sigtuna, var en svensk militär och genremålare. Han var främst känd som genremålare med motiv hämtade från svensk allmoge och ur Bellmans dikter.

## Biografi
Peter Eskilson var son till lantbrukaren Eskil Pehrsson och Elna Esbjörnsdotter. Eskilson valde först att arbeta som militär och blev underofficer vid Göta artilleriregemente och därefter som bokhållare på Göteborgs arbetsinrättning. Efter att han flyttat till Stockholm sökte han in vid Konstakademiens principskola där han studerade 1850–1853. Han debuterade 1853 i akademiens utställning med tavlan Köksinteriör. Han uppmärksammades av konstmecenaten Bengt Erland Dahlgren som hjälpte honom att resa till Tyskland 1853 för att studera vid Adolf Tidemands ateljé. Där fick han sällskap av bland annat Bengt Nordenberg, Kilian Zoll Anders Gustaf Koskull och Alexander Rudbeck. Förutom undervisningen de fick av Tidemand fick de även utföra undermålningen på Tidemands bondeskildringar. Eskilsons försök att etablera sig som framgångsrik målare i Tyskland uteblev så han återvände missmodig till Sverige 1859. Han drev 1860–1865 en fotograferingsateljé i Stockholm samtidigt som han var verksam som konstnär, bland målningarna från denna tid märks tavlan Skolscen som ingick i H. M. Konungens samlingar. När hans ekonomi förbättrats avslutade han verksamheten som fotograf och inriktade sig helt på konsten. Han medverkade bland annat i den skandinaviska konstutställningen i Stockholm 1866 med tre verk där kritiken blev mycket god och hans genombrott var säkrat. Bland verken fanns ett Bellmansmotiv Movits målare, det område som han sedan med förkärlek skulle behandla. Han blev agré vid Konstakademien 1866 och året efter blev hans mest produktiva år med ett stort antal tavlor sålda till museum och samlare. 1871 flyttade han från Stockholm till Bärmö, nära Sigtuna, och avled där 1872.Eskilson är representerad vid Nationalmuseum, Övedsklostersamlingen, Norrköpings konstmuseum och Lunds universitets konstmuseum.  

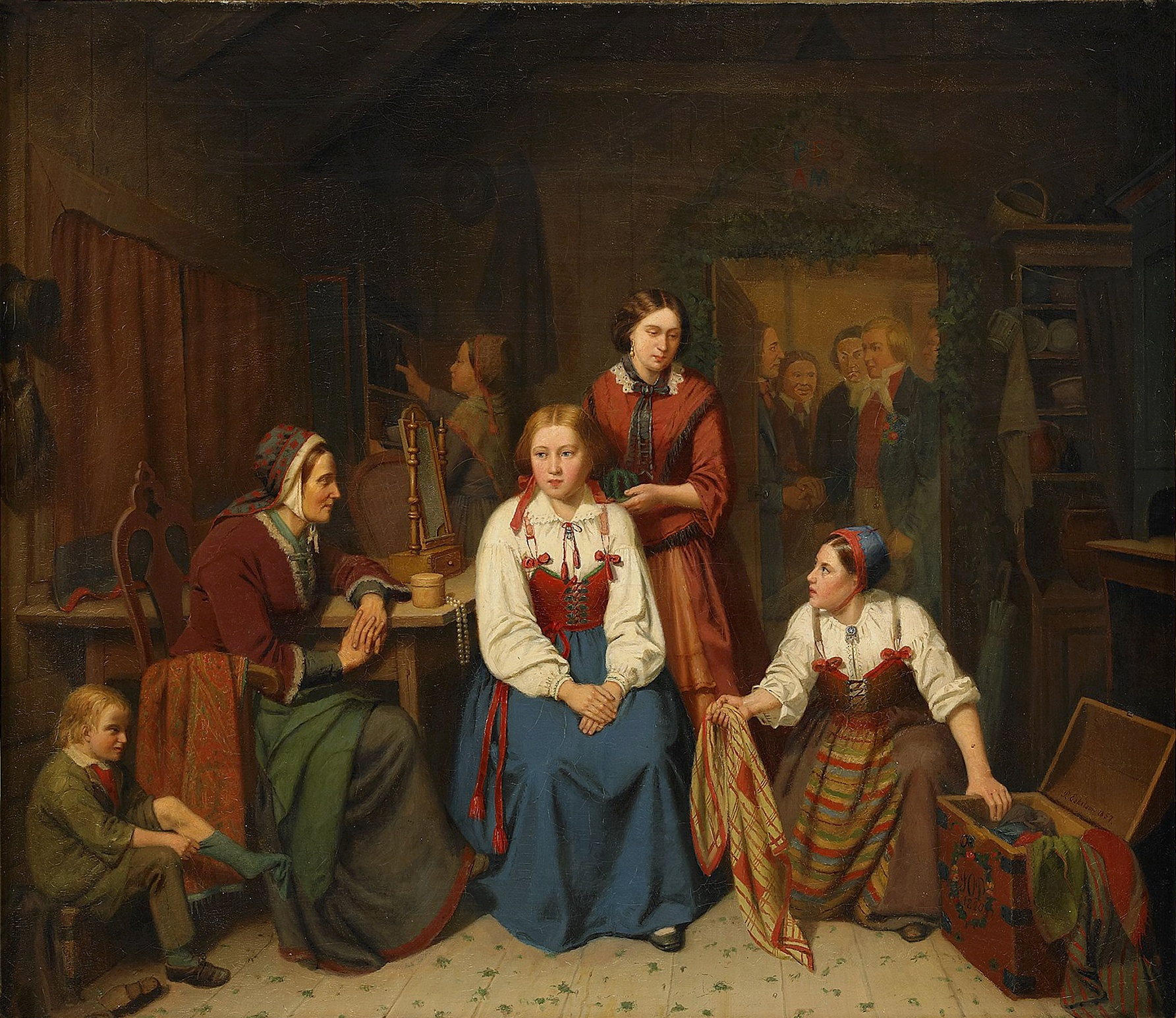
Bröllopsförberedelser i interiör, (1857).
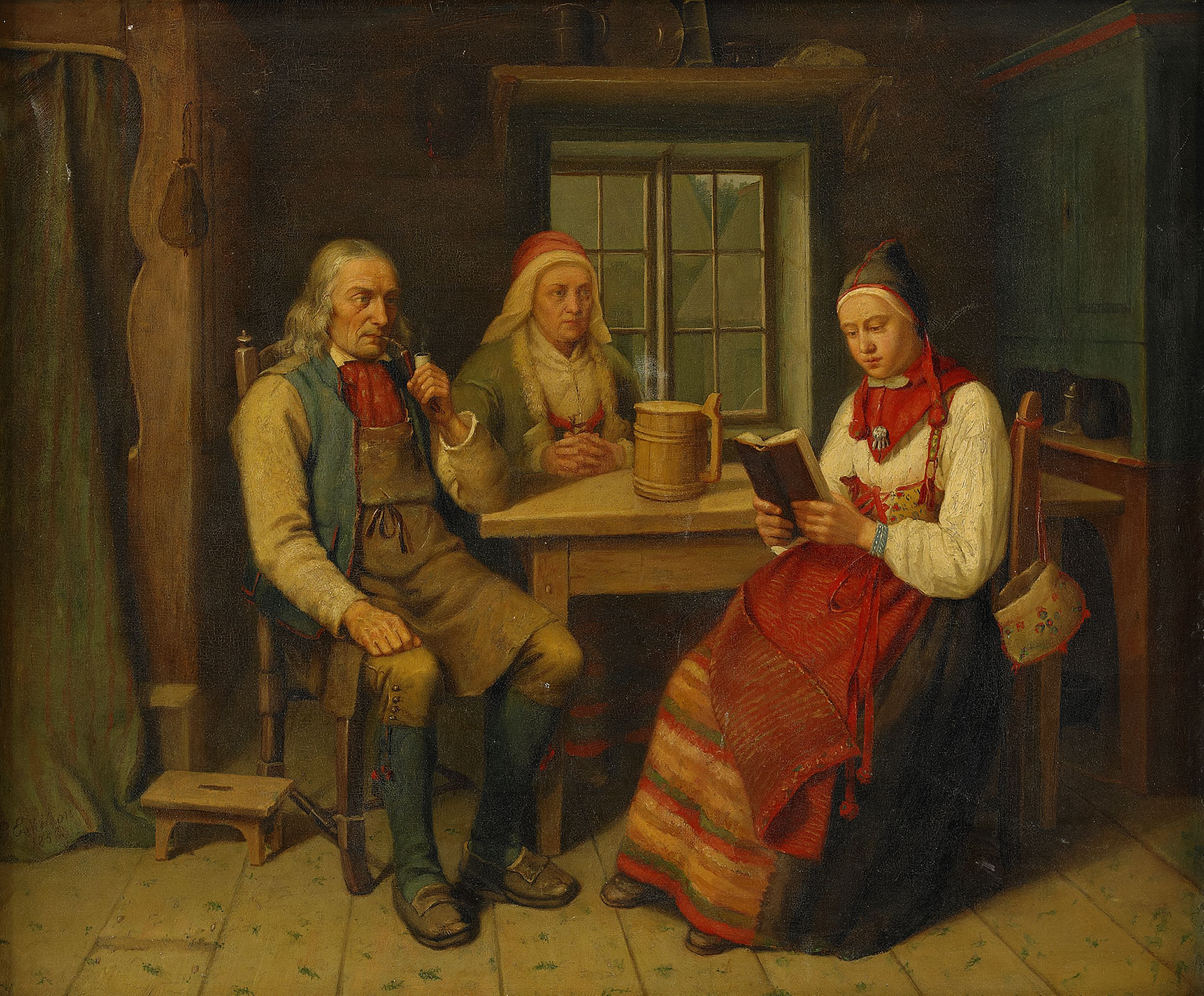
Högläsning, (1856).